# 카페 코레토

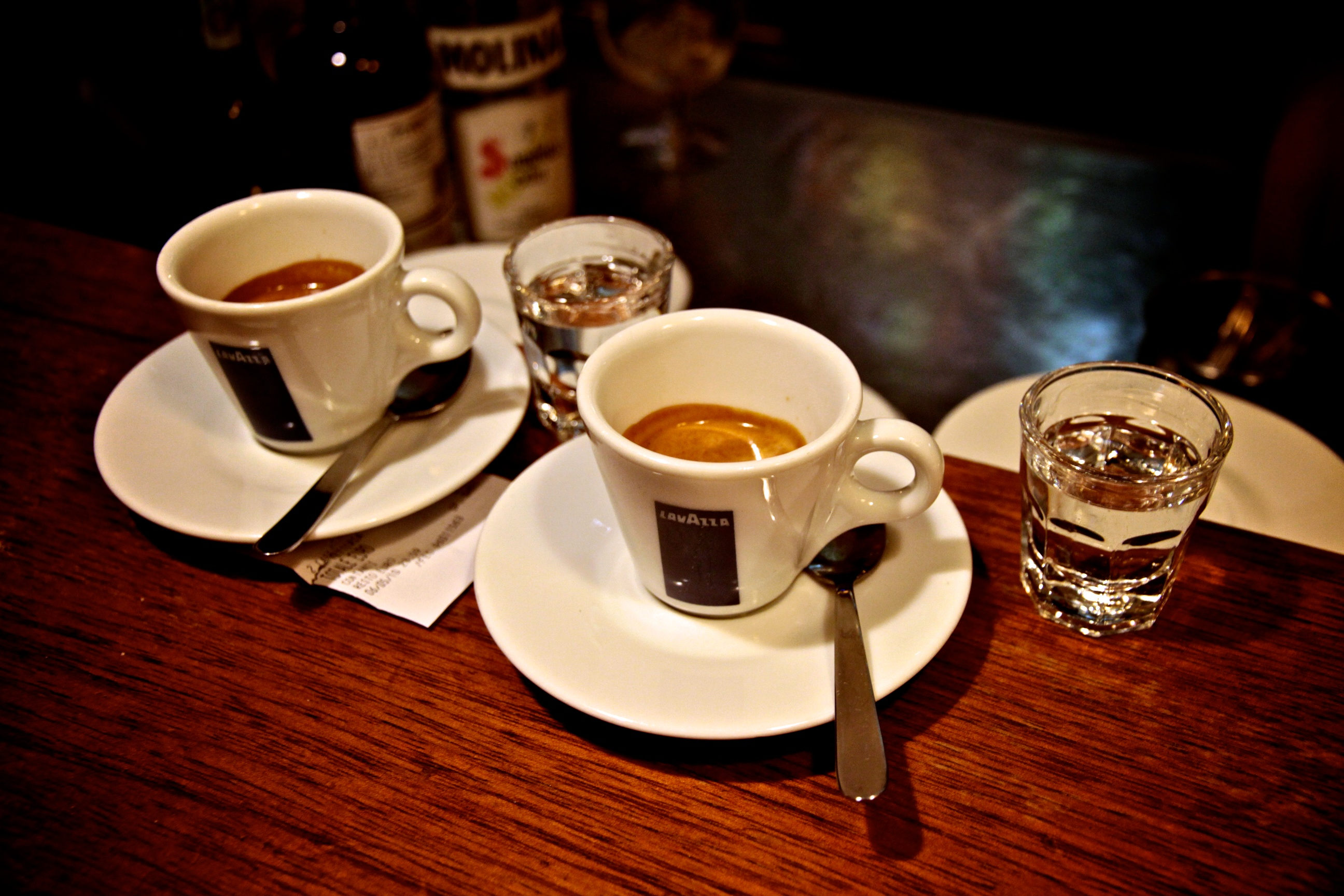
카페 코레토

카페 코레토(Caffè corretto)는 이탈리아의 커피 중 하나이다. 에스프레소의 소량의 알코올이 들어간다.